# Wutung
Le wutung est une langue papoue parlée en Papouasie-Nouvelle-Guinée dans la province de Sandaun.

## Classification
Le wutung est une des langues sko, une des familles de langues papoues.

## Sources
- (en) Mark Donohue, 2002, Which Sounds Change: Descent and Borrowing in the Skou Family, Oceanic Linguistics 41:1, pp. 171-221.
- (en) Harald Hammarström, Robert Forkel, Martin Haspelmath, Sebastian Bank, Glottolog, Wutung.